# Wangen, Schwyz
Wangen är en ort och kommun i distriktet March i kantonen Schwyz, Schweiz. Kommunen har 5 496 invånare (2023).
I kommunen finns även orten Nuolen vid Zürichsjön och en del av orten Siebnen.